# 莫亚东
莫亚东（1996年9月9日—），出生于湖南省衡阳市，中国流行男歌手。毕业于湖南外贸职业学院， 
2014年4月29日发行首张个人单曲《傀儡的木偶戏》同时宣称正式出道。2014年9月30日发行专辑《特立独行》。2014年12月15日主持衡阳日报电台节目《衡阳好声音》。